# Karl Johann Stephani
Karl Johann Stephani (* 23. November 1876 in Markt Tekendorf, Königreich Ungarn; † 17. März 1930 in Hermannstadt, Königreich Rumänien) war ein siebenbürgischer Agrarwissenschaftler, Buchautor und Publizist.

## Leben
Er war der Sohn des evangelischen Pfarrers und Lehrers von Markt Tekendorf, Johannes Stephani (1841–1896), der nach seiner Pensionierung eine Chronik seiner Heimatgemeinde Gergeschdorf (ung. Gergelyfája, rum. Ungurei) verfasste, aus der 1978 verschiedene Auszüge in der Zeitschrift „Volk und Kultur“ (Bukarest) erschienen.
Zwischen 1895 und 1899 studierte Stephani – als Stipendiat der evangelischen Landeskirche Siebenbürgens – am Institut für Agrarwissenschaften der Universität Hohenheim (Stuttgart). Zu seinen Förderern gehörte Ernst Valentin von Strebel (1846–1927), Direktor der Landwirtschaftlichen Akademie Hohenheim, der auch ein Vorwort zu Stephanis erster größerer Fachpublikation geschrieben hat. Stephani studierte auch in Berlin und schloss mit einem Diplom ab. Er fertigte eine Doktorarbeit an, erlangte allerdings nicht den Doktorgrad.
Nach seinem Studium heiratete Stephani am 29. November 1900 in Grafenberg (damals Königreich Württemberg) Clara Louise Pauline Hatzler (1876–1968), eine Tochter des Direktors der Zuckerfabriken in Pyritz (heute poln. Pyrzyce) und Klettendorf (heute poln. Klecina, Stadtteil von Breslau/Wrocław, damals Deutsches Kaiserreich). Aus dieser Ehe gingen sechs Kinder hervor.
Ab Februar 1904 bis 1909 lebte er mit seiner Familie auf einem gepachteten Gutshof, der zur Gemeinde Draas gehörte. Dort betrieb er in dieser Zeit Landwirtschaft, um die wirtschaftlichen Verhältnisse der Bauern vor Ort kennenzulernen.
Ab Juni 1908 bis zu seinem Tod war er Güterdirektor der Evangelischen Kirchengemeinde A.B. Hermannstadt.
Nach der Kriegserklärung Rumäniens an Österreich-Ungarn am 27. August 1916 flüchtete er mit seiner Familie und den Angestellten von Bethlenszentmiklós, dem Brukenthal’schen Stiftungsgut in Klosdorf (rum.: Sânmiclăuș), für einige Wochen vor der vorrückenden Front von Dorf zu Dorf nach Nordwesten bis ins Städtchen Silla, kehrte nach Zurückdrängung der rumänischen Truppen aus Siebenbürgen aber wieder zurück.

## Werk
Stephani machte sich durch verschiedene Fachveröffentlichungen und durch seine vielseitige Tätigkeit als Sekretär des Siebenbürgisch-Sächsischen Landwirtschaftsvereins in Hermannstadt sowie ab 1909 als Direktor der evangelischen Kirchengüter Siebenbürgens und der Baron Brukenthal’schen Stiftungsgüter ebenfalls in Hermannstadt einen Namen. Als Mitglied des 1863 gegründeten Hermannstädter Männergesangsvereins wirkte er im Soloquartett des Vereins (Bass), zusammen mit Victorine Phleps-Ott (Sopran), Hermine Hager (Alt) und August Schuster (Tenor) sowie im Philharmonischen Chor des Männergesangvereins mit.
Als Agrarwissenschaftler veröffentlichte er eine Reihe von Studien und Aufsätzen zu landwirtschaftlichen Fachthemen Siebenbürgens.
Sein eigenes Gut bei Michelsdorf (ung. Szásznagyvesszös, rum. Veseuș) – mit einem Herrensitz sowie Weinbergen und Kellereien, nach 1930 in Verwaltung der Erben – wurde nach dem Zweiten Weltkrieg durch das neue rumänische Bodenreformgesetz vom 23. März 1945 enteignet und später im Zuge der sozialistischen Kollektivierung der Landwirtschaft in Rumänien in eine Landwirtschaftliche Produktionsgenossenschaft umgewandelt.

## Veröffentlichungen (Auswahl)
- Der landwirtschaftliche Betrieb in Draas. Volkswirtschaftliche Studie. Mit einem Vorwort von Professor E. v. Strebel. Verlag von W. Krafft, Hermannstadt 1909.
- Anlage eines sächsischen Grundbuches. Verlag G. A. Reissenberger, Mediasch 1910.
- Verpachtung oder Eigenverwaltung des Carl Baron Brukenthal’schen Stiftungsgutes Klosdorf – Bethlenszentmiklós. Verlag Josef Drotleff, Hermannstadt 1913.
- Agrarreform. Bemerkungen zu dem Entwurfe zu einem Gesetz über die Agrarreform [Studie in Fortsetzungen veröffentlicht]. In: Siebenbürgisch-Deutsche Tagespost (Hermannstadt), 1919, Nr. 112, 113, 115. Als Separatabdruck bei Josef Drotleff, Hermannstadt 1919, 18 S.
- Zur Siebenbürgischen Agrarreform. Von fachmännischer Seite. In: Siebenbürgisch-Deutsche Tagespost (Hermannstadt), 1919, Nr. 133, 177–179. Als Separatabdruck bei Josef Drotleff, Hermannstadt 1919, 24 S.